# Dorchester Bay
Dorchester Bay är en vik i Kanada.   Den ligger i territoriet Nunavut, i den östra delen av landet, 2 200 km norr om huvudstaden Ottawa.
Trakten runt Dorchester Bay består i huvudsak av gräsmarker. Trakten runt Dorchester Bay är nära nog obefolkad, med mindre än två invånare per kvadratkilometer.